# OTAV
La OTAV, acronimo di Officine Türkheimer per Automobili e Velocipedi, è stata una casa automobilistica italiana, attiva a Milano in via Lambro al n.4, dal 1905 al 1908.
L'azienda venne fondata dall'industriale ebreo tedesco Mosè Max Türkheimer, già conosciuto e apprezzato per la produzione delle biciclette e dei motocicli Türkheimer.

## Storia
L'idea di Türkheimer fu quella di realizzare una vetturetta a due posti, particolarmente leggera e dalle dimensioni ridotte, mossa da un motore motociclistico di sua produzione, ampiamente collaudato.
Secondo Türkheimer, l'autociclo avrebbe dovuto porre l'automobile alla portata della classe borghese, con un concreto allargamento dell'asfittico mercato, fino ad allora composto esclusivamente da clienti dell'alta società.

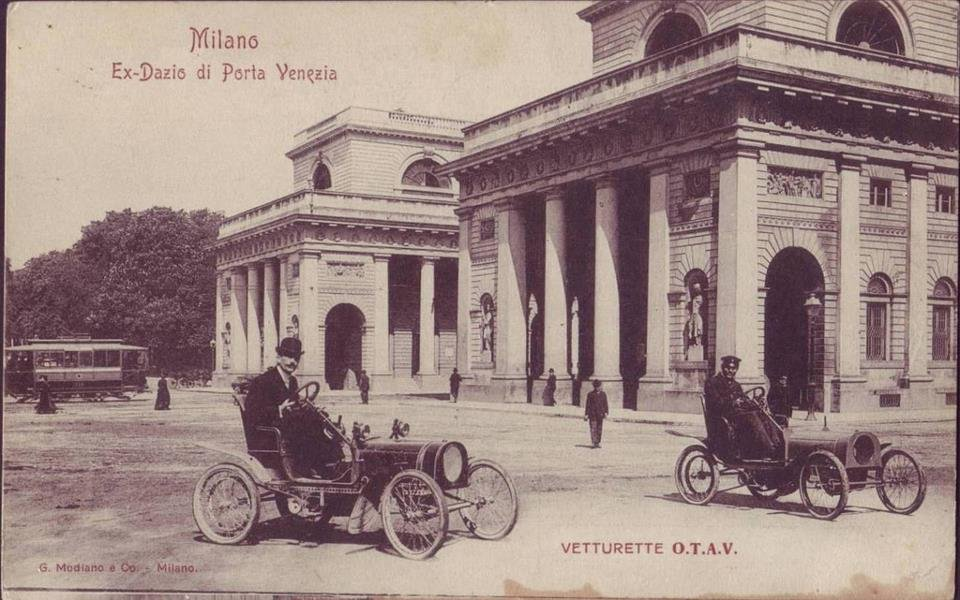
Vetturette OTAV 5½ hp a Milano nel 1906

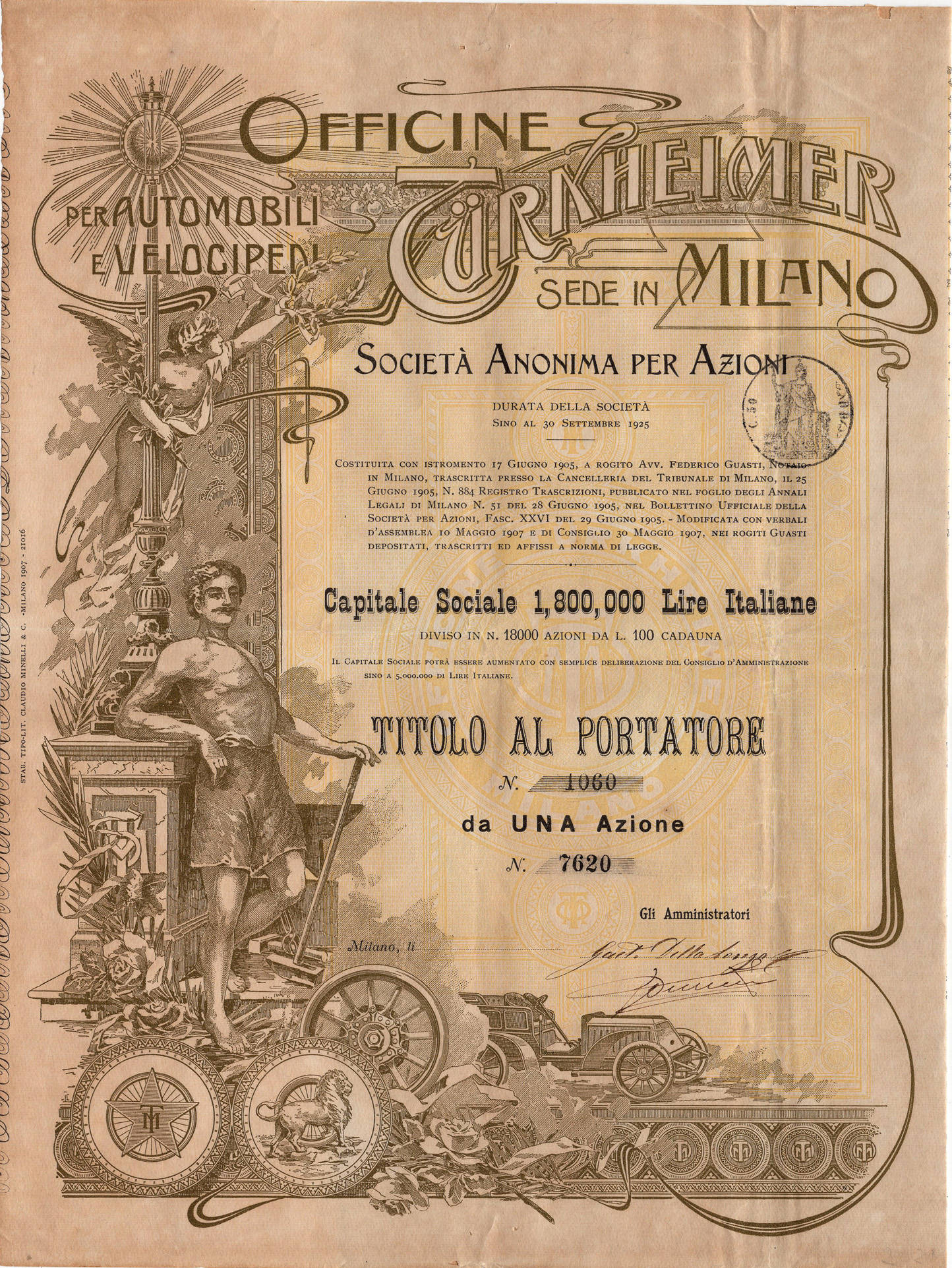
Azioni della Officine Turkheimer per Automobili e Velocipedi entro il 1907

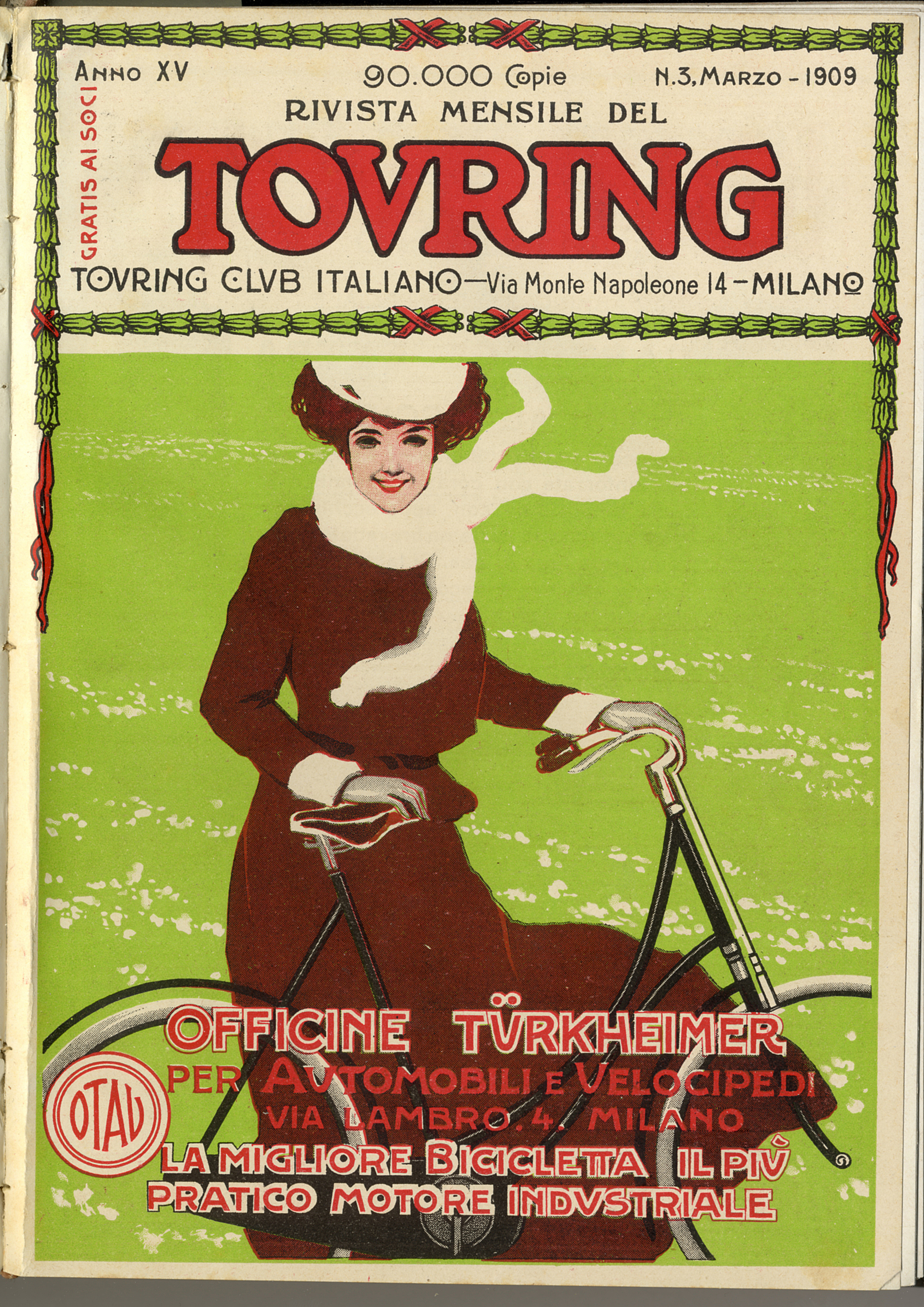
Pubblicità delle Officine nella copertina della rivista del Touring Club Italiano, marzo 1909.

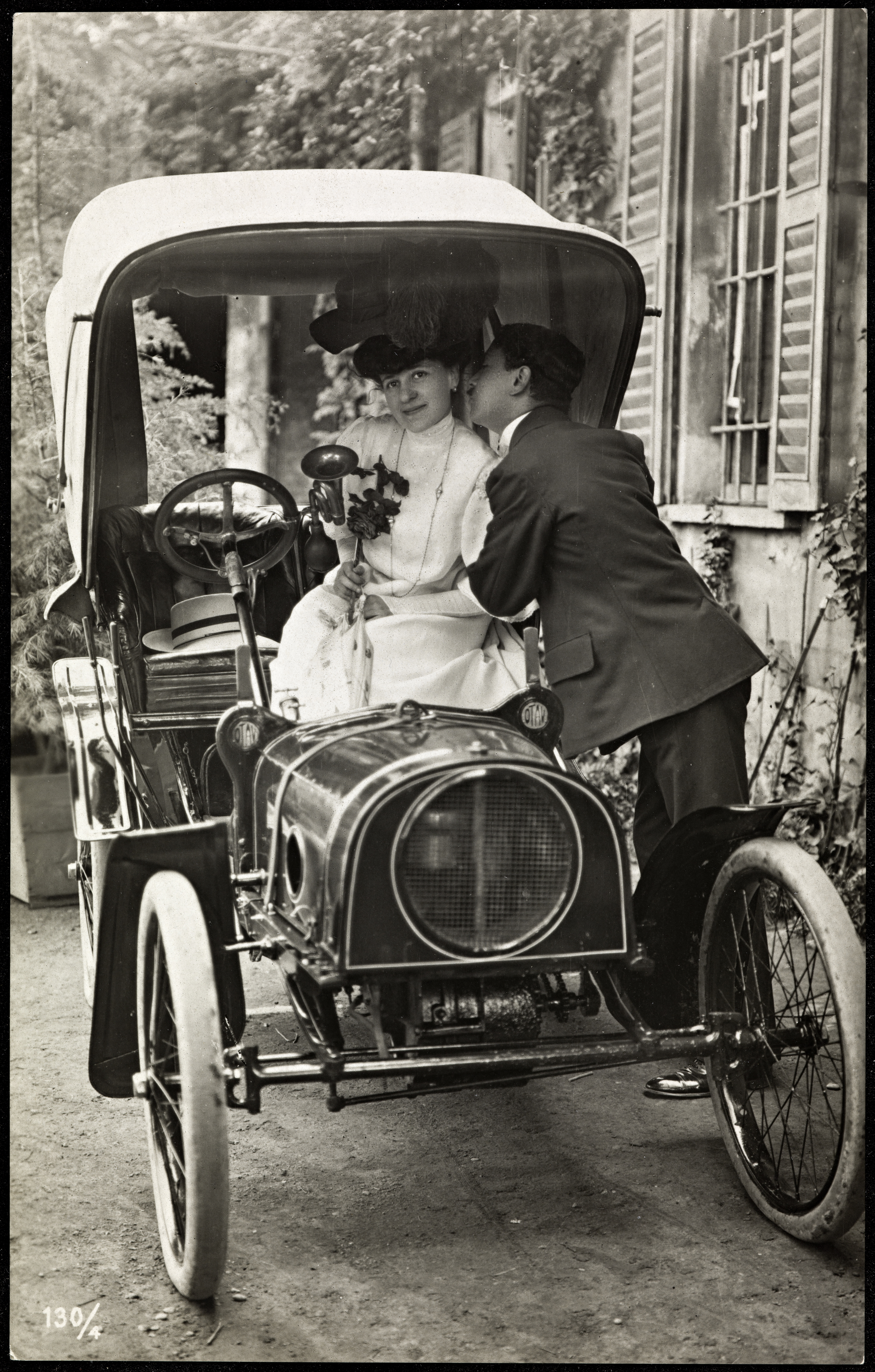
Vetturette OTAV

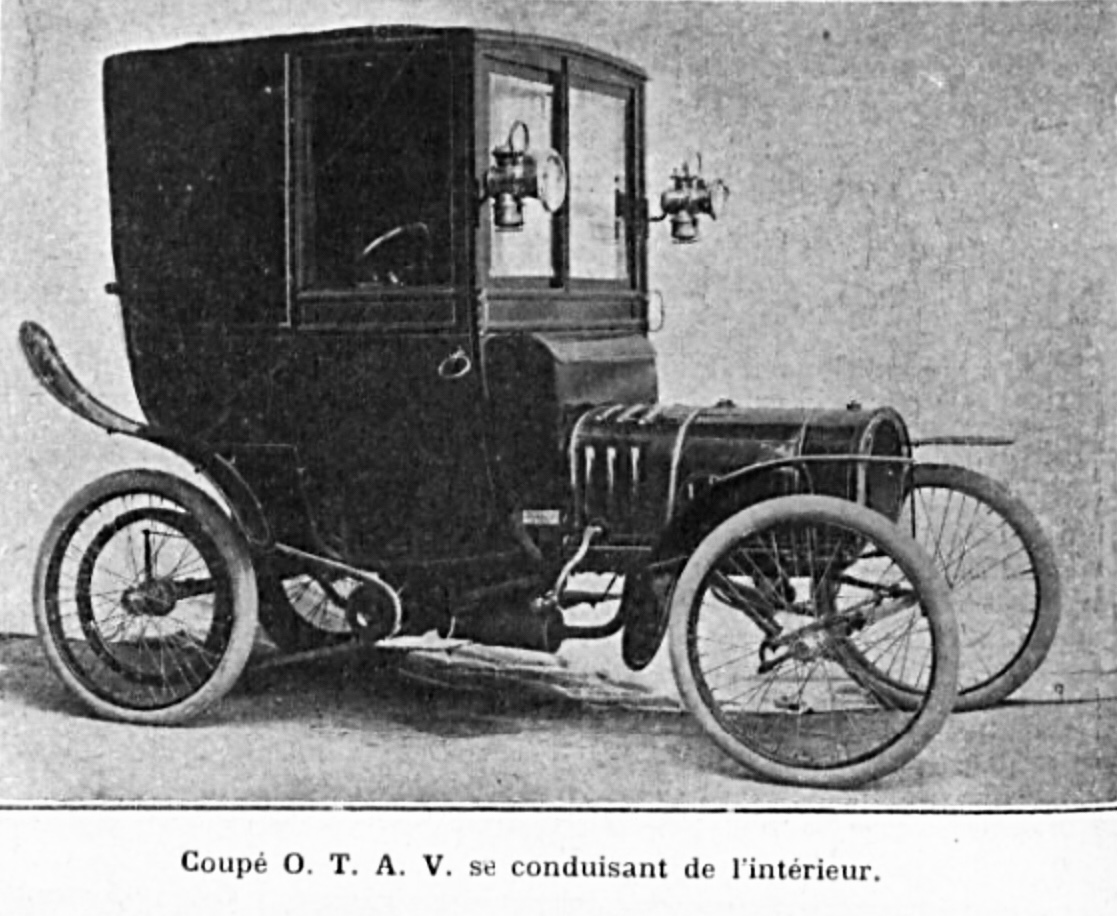
Coupé OTAV.

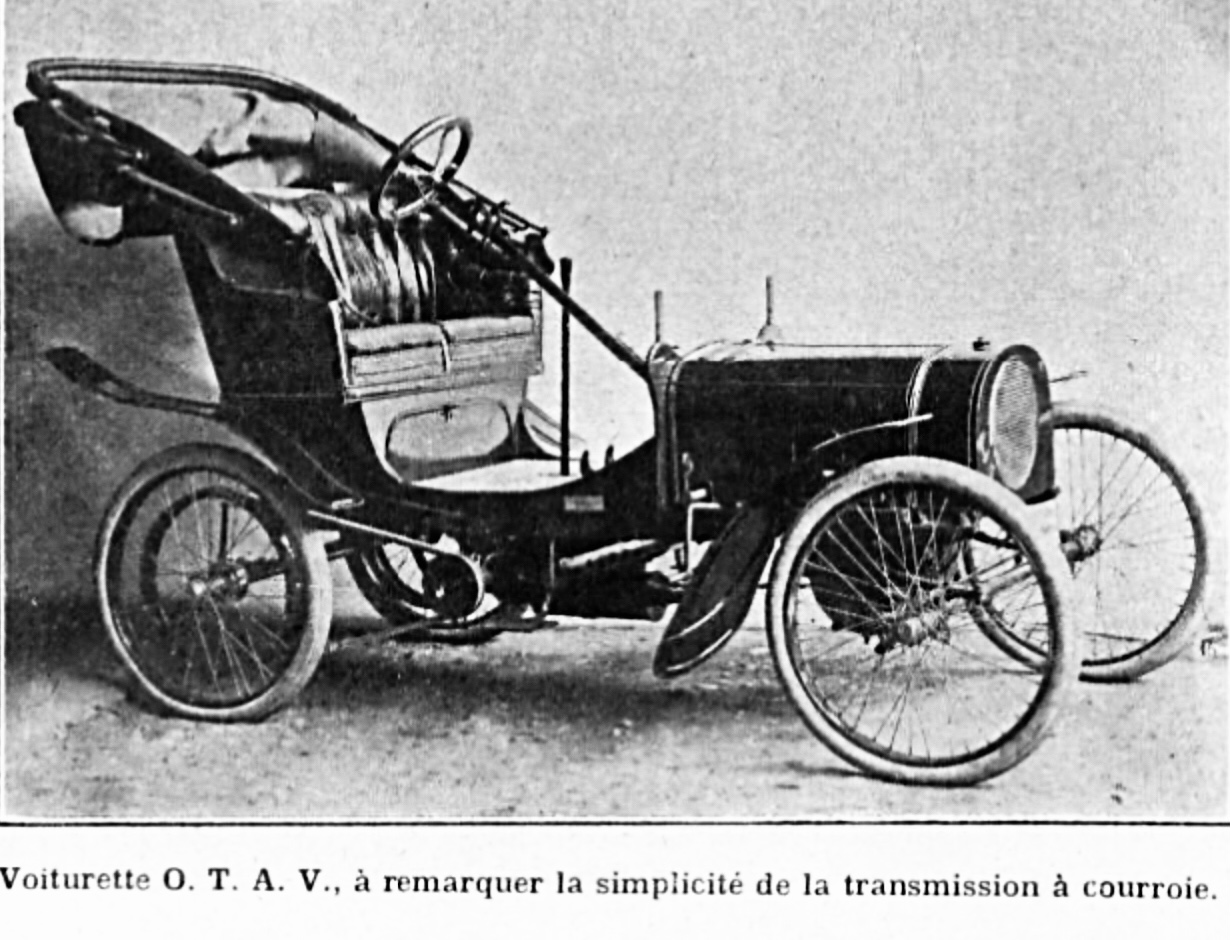
Vetturette OTAV.

Il modello OTAV 5½ hp, messo in vendita all'inizio del 1906, ebbe subito un buon successo di vendite in Italia e all'estero. Visto l'incoraggiante inizio, Türkheimer accettò la proposta Federico Momo, ex ciclista di Voghera esclusivista della torinese Automobili Junior per Lombardia e Veneto, oltre che azionista minoritario della OTAV, di fondere le due aziende per meglio affrontare il mercato estero.
Questo avrebbe consentito alla OTAV di allargare il proprio giro d'affari, nell'unirsi alla casa torinese che attraversava una fase burrascosa per la fuoriuscita del fondatore Giovanni Ceirano, ma che aveva acquisito un rapido prestigio internazionale per le molte vittorie in importanti competizioni automobilistiche.
L'accordo venne suggellato con l'apertura di una concessionaria a Londra dove le vetture erano commercializzate con il marchio OTAV-Junior.
La crisi del settore dell'anno successivo, dovuta all'esubero di produzione, mise in gravi difficoltà le case automobilistiche europee e il bilancio consuntivo 1907 dell'azienda milanese registrò una perdita di 442.840 lire. Pochi mesi dopo la Junior fu rilevata da Momo e la OTAV chiuse i battenti.
Il marchio sopravvisse per alcuni anni, continuando ad essere usato per i prodotti ciclistici della Turkheimer. In particolare si ricorda la squadra "OTAV-Pirelli" che nel 1910 annoverava campioni come Giuseppe Brambilla, Clemente Canepari, Emilio Chironi, Giovanni Marchese e Giovanni Rossignoli.

## La OTAV 5½ hp
La OTAV 5½ hp veniva offerta nella versione phaéton denominata "Carrozzeria Normale" al prezzo di Lire 2.250, sia nella versione con capote a mantice reclinabile denominata "Carrozzeria Spider" al prezzo di Lire 2.400. Ne furono prodotte circa 200, sebbene il numero esatto sia ignoto in quanto non esiste un registro ufficiale.
Nel 1906 una OTAV vinse nella sua categoria la corsa "Coppa Milano-Sanremo" guidata dal conte Sormani di Milano. Ne partirono 4 ma solo 2 arrivarono al traguardo. Le due vetture riuscirono a compiere il lungo tragitto in circa 3 giorni, con una velocità media di 30/35 km/h senza considerare le rotture, i rifornimenti nel poco capiente serbatoio e la piccola cilindrata di appena 860 cm³, monocilindrico raffreddato ad aria con accensione a manovella.
Per contenere prezzo e peso, l'auto non aveva la marcia indietro. La trasmissione era a cinghia sulle due ruote posteriori e il cambio era sostituito da un variatore di velocità azionabile dal posto di guida mediante una leva, posta a fianco della leva del freno che agiva solo sulle ruote posteriori (del tipo "bicicletta")